# The E-Flat Man
The E-Flat Man is een korte comedy uit 1935 van regisseur Charles Lamont met in de hoofdrol Buster Keaton.

## Rolverdeling
| Acteur              | Personage           |
| ------------------- | ------------------- |
| Buster Keaton       | Elmer               |
| Dorothea Kent       | Elmer's vriendin    |
| Broderick O'Farrell | Mr. Reynolds        |
| Charles McAvoy      |                     |
| Si Jenks            | boer                |
| Fern Emmett         | boerin              |
| Jack Shutta         |                     |
| Matthew Betz        | schurk met kiespijn |
| Bud Jamison         | politieagent        |